# Lan Đài
Lan Đài (1926 - 1982) là một nhạc sĩ nhạc vàng Việt Nam. Ông là tác giả của một số bài hát và là tác giả của một số sách dạy nhạc.

## Cuộc đời
Ông tên thật là Nguyễn Kim Đài, sinh năm 1926 tại Quảng Nam.
Năm 1940, ông cùng nhạc sĩ La Hối và Lê Trọng Nguyễn tổ chức hội Hiếu nhạc Faifo để sinh hoạt văn nghệ tại Hội An.
Trong những năm 1946-1947, ông tham gia hoạt động văn nghệ tại liên khu 5, cùng với các nhạc sĩ như Lê Trọng Nguyễn, Phan Huỳnh Điểu, Trương Đình Quang, nhưng sau này thì ông rời bỏ kháng chiến và về sống ở Hội An.
Năm 1955, ông về Phan Rang dạy học tại Trường trung học Nguyễn Bỉnh Khiêm, sau đó đến năm 1956 thì chuyển vào Sài Gòn sinh sống.
Năm 1959, ông mở lớp dạy nhạc và bắt đầu sáng tác. Ông còn phụ trách chương trình Lan Đài trên đài phát thanh Sài Gòn vào những năm 1960. Ngoài ra, ông còn mở nhóm xuất bản Hương Lan để xuất bản một số tác phẩm. Ngoài ra, ông còn mở nhóm sáng tác với Lê Trọng Nguyễn, Hoàng Nguyên, Anh Việt, Y Vân.
Sau năm 1975, ông theo gia đình về sống tại Bà Rịa - Vũng Tàu và hầu như không sáng tác nữa, chỉ sinh hoạt tại giáo xứ Long Hương.
Tháng 3 năm 1982, ông qua đời do bị rơi xuống sông trước khi vượt biên. Xác được tìm thấy tại cửa sông và được an táng ngay tại đó, sau đó cải táng tại giáo xứ Long Hương (Bà Rịa).
Ông có một người vợ là ca sĩ Diễm Hồng và có 3 người con, 1 gái, 2 trai, hiện đang sinh sống tại nước Úc.

## Tác phẩm

### Ca khúc
- Anh vẫn còn đi (1963)
- Áo tím ngày xưa (1962)[7]
- Bước chân dĩ vãng (1965)[8]
- Câu chuyện tâm tình (1961)[9]
- Chiều tưởng nhớ (1963)[10][2]
- Cho nhau tình yêu cuối (1970)
- Đôi tay Ngọc Nữ (1965)
- Hoàng hôn trong đáy mắt (1964)
- Em là tất cả[11]
- Em là gái trời bắt xấu (Ngọc Lan)[b]
- Khói lam chiều (1964)
- Nhắn cánh chim chiều
- Người tôi mơ ước
- Nụ cười tái ngộ (1963)[12]
- Nếu biết thế (1970)
- Nói đi em (1962)
- Phượng thắm sân trường (1965)
- Quán chiều (1962)
- Quê em miền biển cả[13]
- Sao vẫn còn thương (1964)
- Tà áo trinh nguyên (1963)[14]
- Trao em một mùa hoa[8]
- Trên đường xuôi ngược (1963)
- Tìm về (1963)[12]
- Tôi yêu quê hương (1956)
- Thư về Huế (thơ Hoàng Hương Trang)
- Xếp áo thư sinh[15]
- Vòng tay dĩ vãng[16]
- Vòng tay nào cho em (Ngọc Lan)[16]

### Sách
- Tự học Tây Ban Cầm theo phương pháp cấp tốc
- Tự học Tây Ban Cầm theo phương pháp nhạc Jazz, nhạc khiêu vũ (viết chung với Y Vân)
- Tự học Hạ uy cầm
- Tự học Hạ băng cầm
- Nghệ thuật độc tấu Tây ban cầm
- Tự học Ukulele
- Tự học Khẩu cầm
- Để sáng tác một bản nhạc phổ thông
- Kỹ thuật hòa âm...
- Hòa điệu sơ cấp
- Hòa điệu tổng quát
- Nhạc lý căn bản
- Tự học Tây ban cầm điện
- Tự học Tây ban cầm điện trầm
- Tự học Măng cầm
- Tự học Băng cầm

### Tuyển tập nhạc
- Nhạc ru tuổi hồng (với Nguyễn Hiền, Lê Trọng Nguyễn, Y Vân, Anh Việt)[1]